# Propylhexedrin
Propylhexedrin, thường có tên thương mại là Benzedrex, là một alkylamin hướng thần được sử dụng chủ yếu làm thuốc thông mũi. Chỉ định chính của thuốc là làm giảm nghẹt mũi do cảm lạnh, viêm mũi dị ứng và một số loại dị ứng khác. Propylhexedrin lần đầu được sử dụng trong y tế vào năm 1949. Công ty dược Smith, Kline & French phát hành thuốc dưới tên thương mại Benzedrex, và kể từ đó thuốc đã được sử dụng chủ yếu ở Hoa Kỳ.

## Sử dụng y tế
Propylhexedrin được sử dụng để điều trị nghẹt mũi cấp tính liên quan đến cảm lạnh thông thường, viêm mũi dị ứng và một số loại dị ứng khác. Đối với nghẹt mũi, sử dụng liều 4 lần hít (mỗi lỗ mũi là 2 lần hít) cứ sau mỗi hai giờ, dùng cho người lớn và trẻ em từ 6–12 tuổi. Mỗi lần mũi hít cung cấp 0,4 đến 0,5 miligam (400 đến 500 μg) trong 800 ml không khí. Sử dụng không quá 3 ngày.
Trong lịch sử, thuốc còn được sử dụng cho mục đích giảm cân, trong dạng viên thuốc liều 25 milligram. Từ khoảng năm 1976, tất cả các quốc gia đều không chấp thuận sử dụng sản phẩm chứa hoạt chất propylhexedrin cho mục đích giảm cân.

## Chống chỉ định
Không nên sử dụng propylhexedrin nếu đang hoặc đã sử dụng MAOI trong 14 ngày gần đây.
Không giống như thuốc thông mũi khác, propylhexedrin không bắt buộc phải có cảnh báo chống chỉ định ở những người tăng huyết áp.
Không khuyến cáo sử dụng propylhexedrin cho trẻ nhỏ hơn 6 tuổi. Đã có báo cáo ít nhất một trường hợp ngộ độc do tai nạn do trẻ em tiếp xúc với sản phẩm chứa propylhexedrin.

## Tác dụng phụ
Khi được sử dụng dưới dạng ống hít, các tác dụng phụ phổ biến nhất là gây khó chịu tạm thời (ví dụ: cảm giác châm chích hoặc nóng rát) hoặc viêm mũi phụ thuộc thuốc (hay nghẹt mũi tái phát, rhinitis medicamentosa). Việc dùng chung thuốc hít propylhexedrin có thể lây lan các bệnh truyền nhiễm. Những tác dụng phụ này không phổ biến, propylhexedrin thường được công nhận là an toàn và hiệu quả. Tuy nhiên, việc sử dụng các sản phẩm propylhexedrin để phục vụ những mục đích không được ghi trên nhãn có thể dẫn đến các tác dụng phụ nghiêm trọng, thường những tác dụng phụ này không hay gặp phải ở liều điều trị. Việc sử dụng các sản phẩm propylhexedrin không đúng cách có thể khiến người dùng phải nhập viện, bị tàn tật hoặc thậm chí tử vong. Các cơ quan y tế công cộng như FDA đã khuyến cáo các sản phẩm propylhexedrin chỉ được sử dụng theo các chỉ định, hướng dẫn ghi trên nhãn.

## Quá liều
Đã ghi nhận các báo cáo về quá liều propylhexedrin nhưng hiếm gặp. Hầu hết các trường hợp quá liều propylhexedrin là do sử dụng không đúng cách, không đúng chỉ định ghi trên nhãn, nhằm mục đích giải trí. Theo ghi nhận của FDA, các triệu chứng phổ biến nhất của quá liều propylhexedrin là: "...nhịp tim nhanh, kích động, tăng huyết áp, đau ngực, run, ảo giác (hallucination), hoang tưởng (delusion), lú lẫn, buồn nôn và nôn." Đã có trường hợp tử vong vì sử dụng các sản phẩm chứa propylhexedrin sai cách. Khi sử dụng đúng mục đích thì propylhexedrin được coi là an toàn và hiệu quả. Dù thế nào đi nữa, trong trường hợp nghi ngờ dùng quá liều, nên đi đến cơ sở y tế.

## Tương tác thuốc
Hầu hết tương tác của propylhexedrin với các thuốc khác đều liên quan đến khả năng làm co mạch. Tương tác nghiêm trọng nhất của propylhexedrin là với các chất ức chế monoamin oxidase (MAOI), chính là chống chỉ định của thuốc. Thuốc ức chế monoamin oxidase được sử dụng như một thuốc chống trầm cảm, mặc dù chỉ định này không phổ biến. Tuy nhiên, cần thận trọng khi dùng propylhexedrin đồng thời với các thuốc khác.

## Dược lý

### Cơ chế hoạt động
Khi được sử dụng ở liều điều trị ở dạng liều hít, propylhexedrin hoạt động chủ yếu như một chất chủ vận alpha adrenergic. Chất này là co mạch máu ở mũi và giảm sưng tấy; từ đó làm giảm triệu chứng nghẹt mũi. Ở liều cao hơn, propylhexedrin ảnh hưởng đến hệ thần kinh trung ương bằng cách giải phóng noradrenalin-dopamin. Propylhexedrin có thể có cơ chế tác dụng theo cách tương tự như các alkylamin hướng thần liên quan như cyclopentamin, methylhexanamin và tuaminoheptan. Ngoài ra, propylhexedrin còn giải phóng monoamin thông qua chất chủ vận TAAR1 và ức chế VMAT2. Propylhexedrin cũng có tác dụng vận mạch (nâng huyết áp).

### Dược động học

Chuyển hóa của propylhexedrin

Quá trình chuyển hóa propylhexedrin qua các phản ứng N-demethyl hóa, C-oxy hóa, N-oxy hóa, dehydro hóa và thủy phân để tạo thành các chất chuyển hóa khác nhau như norpropylhexedrin, cyclohexylacetoxim, cyclohexylacetone và 4-hydroxypropylhexedrin.

## Hoá học

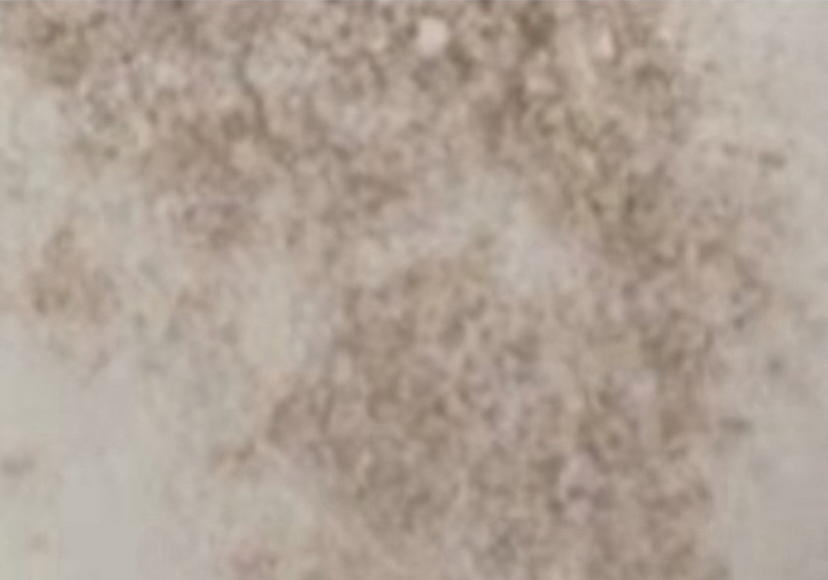
Muối hydrochloride của propylhexedrin có màu nâu nhạt khiến muối này có biệt danh là "bơ đậu phộng".

Dạng base tự do (freebase) của propylhexedrin là chất lỏng nhờn, dễ bay hơi ở nhiệt độ phòng. Sự bay hơi của base tự do là nguyên nhân làm hạn chế thời hạn sử dụng của ống hít propylhexedrin. Nhiều muối của propylhexedrin là chất kết tinh ổn định, trong suốt đến màu trắng nhạt, dễ hòa tan trong nước.
Propylhexedrin có cấu trúc hóa học tương tự như phenylethylamin. Phenylethylamin và các dẫn xuất phenethylamin được tìm thấy trong lõi của nhiều loại trace amin và thuốc kích thích giao cảm. Sự khác biệt chính là sự hiện diện của nhóm cyclohexyl (vòng no) thay vì nhóm phenyl (có tính thơm) của phenethylamin.

Propylhexedrin là một hợp chất thủ tính (chất có tính quang hoạt). Thành phần hoạt chất có trong ống hít Benzedrex là hỗn hợp racemic (RS)-propylhexedrin ở dạng base tự do. Trong 2 đồng phân quang học này, (S)-propylhexedrin, hay levopropylhexedrin, được cho là đồng phân có hoạt tính sinh học cao hơn. Đồng phân quang học còn lại là dextropropylhexedrin ít được sử dụng.

### Tổng hợp
Có thể tổng hợp propylhexedrin từ cyclohexylaceton thông qua phản ứng ngưng tụ carbonyl-amin tạo imin, từ đó thực hiện khử imin trong dung môi hỗn hống nhôm-thủy ngân.
Ngoài ra, propylhexedrin thường được điều chế bằng phản ứng hydro hóa methamphetamin có xúc tác Adams (platin(IV) oxide). Phản ứng làm biến đổi vòng phenyl của methamphetamin thành nhóm cyclohexyl.

### Phát hiện trong dịch cơ thể
Do cấu trúc hóa học, việc sử dụng propylhexedrin có thể dẫn đến kết quả dương tính giả đối với dẫn xuất phenethylamin trong mẫu xét nghiệm nước tiểu. Trong trường hợp này cần có xét nghiệm sâu hơn để phân biệt với propylhexedrin.

## Lịch sử
Propylhexedrin trong y học là kết quả của quá trình tìm kiếm hợp chất có tác dụng giảm triệu chứng sung huyết nhằm thông mũi một cách an toàn hơn so với các tác nhân trước kia. Tiến sĩ Glenn E. Ullyot đã cấp bằng sáng chế cho propylhexedrin làm thuốc thông mũi vào năm 1948 cho công ty Smith, Kline & French. Trước khi được bày bán trên toàn quốc tại Hoa Kỳ, propylhexedrin đã được thử nghiệm trên thị trường ở California. Những cuộc thử nghiệm thị trường này bắt đầu vào ngày 15 tháng 7 năm 1949. Propylhexedrin (tên biệt dược Benzedrex) lần đầu tiên được đưa vào thương mại liên bang vào ngày 4 tháng 8 năm 1949.

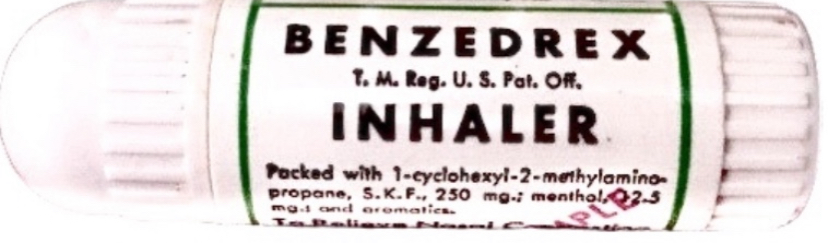
Một ống hít Benzedrex đời đầu, do Smith, Kline & French. Trên ống ghi danh pháp đồng nghĩa: "1-cyclohexyl-2-methylaminopropane"

Vương quốc Anh chấp thuận dược chất này vào năm 1956. Kế sau đó là Canada chấp thuận vào năm 1998. Năm 2023, BF Ascher & Co. đã giảm lượng propylhexedrin trong ống hít Benzedrex từ 250 miligam trước đây xuống còn 175 miligam.
Barbexaclone, thuốc chống động kinh có chứa propylhexedrin, được sử dụng ở Thổ Nhĩ Kỳ cho đến khi rút khỏi thị trường vào năm 2009. Từ lúc đó levetiracetam là thuốc thường thay thế cho barbexaclone.

## Điều chế
Sản xuất các sản phẩm chứa propylhexedrin để sử dụng trong điều trị thường dựa trên hướng dẫn do chính phủ quy định và các chuyên khảo dược điển.
Trong các tài liệu học thuật có ghi nhận việc các nhà khoa học bí mật điều chế bất hợp pháp, biến hợp chất propylhexedrin thành các chất kích thích. Tương tự việc điều chế opioid để sử dụng cho mục đích giải trí, propylhexedrin bất hợp pháp thường không tuân thủ các tiêu chuẩn về độ tinh khiết, độ nhận dạng, hoạt tính như các sản phẩm dùng trong y tế.

## Xã hội và văn hoá

### Tình trạng pháp lý

#### Kiểm soát quốc tế
Theo Công ước về chất hướng thần năm 1985, propylhexedrin phải chịu kiểm soát quốc tế, đến năm 1991 thì không còn phải chịu kiểm soát nữa.

#### Tại một số quốc gia
- Australia: Propylhexedrin thuộc Danh mục S4.[48]
- Brazil: Propylhexedrin thuộc Loại B1 (Class B1).[49]
- Canada: Trước năm 2022, propylhexedrin thuộc Danh mục V.[50] Từ năm 2022, propylhexedrin được đưa ra khỏi quy định chất được kiểm soát.[51]
- Đức: Trước thập niên 1970, các sản phẩm propylhexedrin (cụ thể là Obesin) được bày bán không cần kê đơn.[8] Từ thập niên 1970, propylhexedrin được quy định là thuốc kê đơn.[52]
- Vương quốc Anh: Trước năm 1995, propylhexedrin thuộc Loại C (Class C). Từ năm 1995, propylhexedrin được đưa ra khỏi quy định chất được kiểm soát.[53]
- Hoa Kỳ: Ngày 4 tháng 4 năm 1988, để tuân thủ với một hiệp ước quốc tế, propylhexedrin được chỉ định là chất bị kiểm soát (Danh mục V).[54] Từ năm 1991, propylhexedrin được đưa ra khỏi danh sách chất được kiểm soát theo Đạo luật về Chất bị kiểm soát (Controlled Substances Act), vì Lực lượng Chống Ma túy Hoa Kỳ cho rằng propylhexedrin không còn lệnh kiểm soát nữa.[55] Một số loại thuốc hít Benzedrex nhất định được miễn trừ khỏi Đạo luật về Chất bị kiểm soát.[56][57] Tuy vậy, propylhexedrin vẫn thuộc diện bị quản lý theo luật của một số tiểu bang Hoa Kỳ, bao gồm tiểu bang Alaska,[58] Arizona,[59] Florida,[60] Georgia,[61] Idaho,[62] Kansas,[63] và Rhode Island.[64]

### Sử dụng giải trí
Tại Vương quốc Anh, trong một thời gian ngắn vào thập niên 1970, sau khi chính phủ tăng cường quy định về các dược chất có khả năng thông mũi trước đó (chẳng hạn như amphetamin) do bị sử dụng ngoài mục đích y tế, propylhexedrin trở thành thuốc được sử dụng nhằm mục đích giải trí.
Nhiều cơ quan y tế công cộng (đáng chú ý nhất là ở Hoa Kỳ) đã cảnh báo việc sử dụng propylhexedrin để giải trí và khuyến cáo chỉ sử dụng theo chỉ dẫn ghi trên nhãn sản phẩm; tuy nhiên, ngay từ năm 1959, các tài liệu đã báo cáo rằng các sản phẩm propylhexedrin được sử dụng cho mục đích giải trí. Việc sử dụng để giải trí có khả năng gây tử vong, nguy cơ tăng lên khi sử dụng chất này qua đường tiêm. Khi so sánh với các chất liên quan, tác dụng phụ của propylhexedrin để giải trí là nghiêm trọng hơn. Các tác dụng không mong muốn của propylhexedrin ở liều giải trí mạnh mẽ hơn hơn so với các chất khác có tác dụng tương tự; do đó propylhexedrin ít được ưa chuộng hơn khi sử dụng để giải trí. Thực tế là tác dụng kích thần propylhexedrin không mạnh bằng các chất tương đương nền cũng hạn chế việc sử dụng để giải trí. Ngay cả ở những khu vực có tỷ lệ lạm dụng chất cao, việc sử dụng propylhexedrin là không đáng kể. Đã có báo cáo trường hợp sử dụng thuốc thông mũi, thuốc gây cảm giác chán ăn, và thuốc chống động kinh để giải trí. Từ đầu thập niên 2000, sản phẩm propylhexedrin được sử dụng để giải trí đã gia tăng kể.
Năm 2021, Cơ quan Quản lý Thực phẩm & Dược phẩm Hoa Kỳ đã đưa ra cảnh báo liên quan đến việc sử dụng các sản phẩm chứa propylhexedrin nhằm mục đích giải trí, không phù hợp với các chỉ định ghi trên nhãn:
"...[T]he abuse and misuse of the over-the-counter (OTC) nasal decongestant propylhexedrine can lead to serious harm such as heart and mental health problems. Some of these complications, which include fast or abnormal heart rhythm, high blood pressure, and paranoia, can lead to hospitalization, disability, or death....Propylhexedrine is safe and effective when used as directed."
Dịch nghĩa:
"...Việc lạm dụng và dùng sai thuốc thông mũi propylhexedrin không kê đơn có thể dẫn đến tác hại nghiêm trọng về tim mạch và sức khỏe tâm thần. Một số biến chứng như nhịp tim nhanh, rối loạn nhịp tim, tăng huyết áp và paranoia, có thể khiến người dùng phải nhập viện, gây tàn tật hoặc tử vong.... Propylhexedrin an toàn và hiệu quả khi sử dụng theo chỉ dẫn."

Cùng năm đó, Dịch vụ Y tế Ấn Độ đã ban hành tuyên bố liên quan đến việc sử dụng các sản phẩm propylhexedrin để giải trí:
"Only use propylhexedrine according to the instructions on the package label. Do not use it in ways other than inhalation. Seek medical attention immediately for by calling [emergency services] or Poison Control...for anyone using propylhexedrine who experiences [the following.] [These following reactions are] [s]evere anxiety or agitation, confusion, hallucinations, or paranoia[,] [r]apid heartbeat or abnormal heart rhythm[,] [or] [c]hest pain or tightness[.]"
Dịch nghĩa:
"Chỉ sử dụng propylhexedrin theo hướng dẫn ghi trên nhãn. Không sử dụng theo những đường dùng khác ngoài đường hô hấp. Hãy gọi cấp cứu hoặc Trung tâm Chống độc ngay lập tức...đối với bất kỳ ai sử dụng propylhexedrin gặp phải những phản ứng sau đây: lo lắng, kích động nghiêm trọng, lú lẫn, ảo giác hoặc paranoia, nhịp tim nhanh hoặc rối loạn nhịp tim, đau tức ngực."

Một năm sau, năm 2022, Lục quân Hoa Kỳ đã công bố hướng dẫn về propylhexedrin. Hướng dẫn nêu rõ rằng không cho phép quân nhân sử dụng propylhexedrin để giải trí, nếu có sử dụng thì những người tham gia sẽ có nguy cơ chết người, và sẽ phải chịu kỷ luật:
"When disciplining a member for suspected use of any drug, it is important to consult [legal counsel] on how to proceed, [according to the Office of Drug Demand Reduction]...This is especially important when the evidence supporting discipline consists of scientific reports and data that may require special assistance in their interpretation. In cases involving [propylhexedrine], legal consultation is highly recommended.",
Dịch nghĩa:
"Theo Phòng Hạn chế Nhu cầu sử dụng Ma túy, khi kỷ luật một thành viên vì nghi ngờ sử dụng bất kỳ chất nào, cần phải tham khảo ý kiến của cố vấn pháp lý về cách tiến hành. Các báo cáo và dữ liệu khoa học chính là bằng chứng để kỷ luật, có thể cần hỗ trợ đặc biệt trong việc giải thích. Trong những trường hợp liên quan đến propylhexedrin, rất cần có sự tư vấn pháp lý."

Tóm lại, Cục Quản lý Thực phẩm & Dược phẩm, Dịch vụ Y tế Ấn Độ và Lục quân Hoa Kỳ đều khuyến cáo không nên sử dụng các sản phẩm propylhexedrin cho mục đích giải trí.

### Kinh tế học
Propylhexedrin, dưới tên thương hiệu Benzedrex, được bán lẻ trên các sàn thương mại điện tử như Amazon, eBay và Walmart. Một số nước còn bán propylhexedrin dưới dạng thuốc gây chán ăn hoặc là một phần của chế phẩm chống động kinh; tuy nhiên, những sản phẩm này không được phép bán tự do cho người tiêu dùng và phải có đơn thuốc của bác sĩ.

### Tên thương mại

#### Ống hít Benzedrex

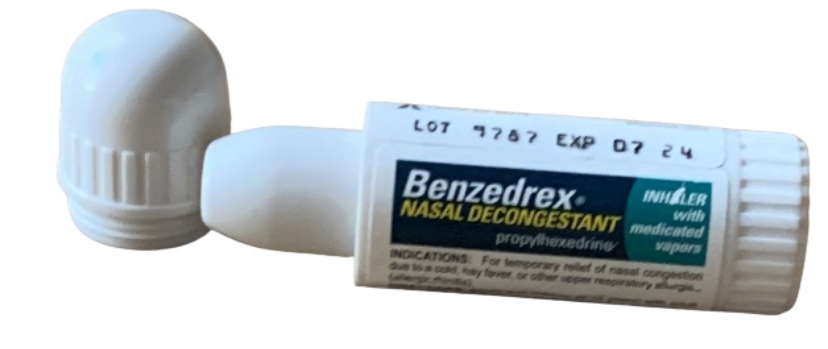
Thuốc hít Benzedrex,, do BF Ascher & Co sản xuất.

Thuốc thông mũi propylhexedrin trên thị trường có tên thương mại Benzedrex. Cái tên Benzedrex ban đầu do Smith, Kline & French đăng ký nhãn hiệu vào năm 1944. Năm 1990, thương hiệu này chuyển giao cho Phòng thí nghiệm Menley James (thông qua công ty con NuMark Laboratories). Năm 1998, BF Ascher & Co. mua lại thương hiệu.

#### Ống hít Dristan

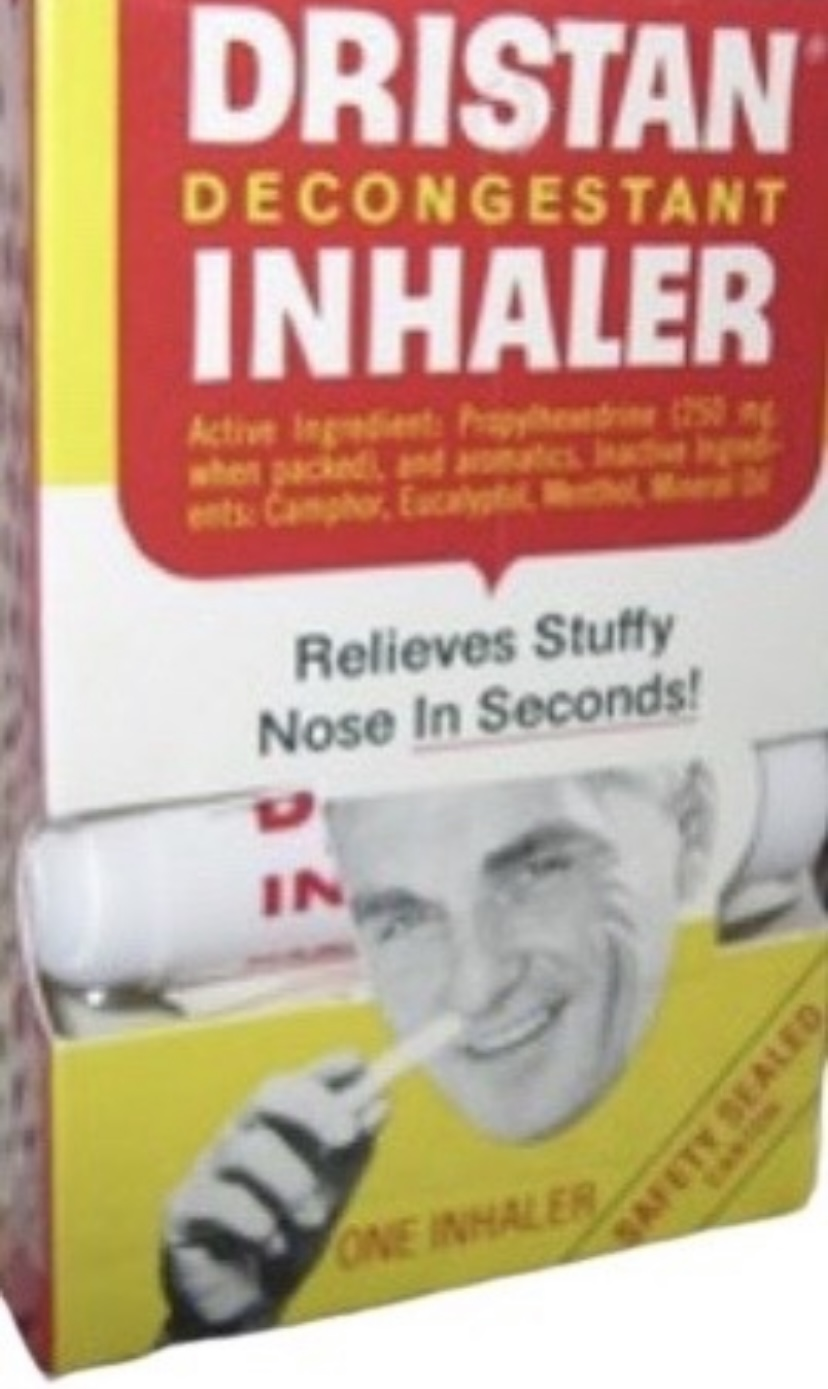
Ống hít nhãn hiệu Dristan, do Whitehall Laboratories sản xuất

Propylhexedrin dạng ống hít do Whitehall Laboratories (Wyeth) bày bán dưới tên thương hiệu là Dristan. Tháng 1 năm 1966, propylhexedrin đã thay thế mephentermine làm hoạt chất trong sản phẩm. Ống hít Dristan đã bị ngừng sử dụng. Hơn nữa, vào năm 2009, Pfizer mua lại Wyeth. Năm 2020, Foundation Consumer Brands mua lại thương hiệu Dristan, do vậy tất cả các sản phẩm hiện được bán dưới thương hiệu Dristan từ lúc đó đều do Foundation Consumer Brands sản xuất.

#### Obesin

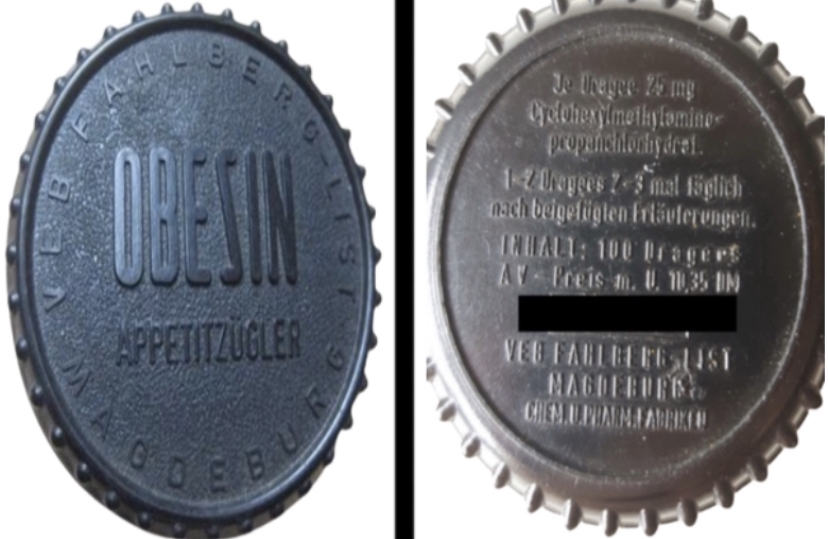
Hộp thuốc Obesin, do Fahlberg-List sản xuất

Propylhexedrin cũng được sử dụng ở châu Âu để làm chất gây chán ăn, bày bán với tên thương mại Obesin. Y văn từ thập niên 1950 đã nhắc đến Obesin. Fahlberg-List ở Đông Đức sản xuất Obesin từ năm 1958 đến khoảng năm 1976. Việc ngừng sử dụng Obesin là hệ quả của việc gia tăng các hạn chế về quy định đối với thuốc gây chán ăn không kê đơn, bắt đầu áp dụng từ năm 1974.

#### Maliasin

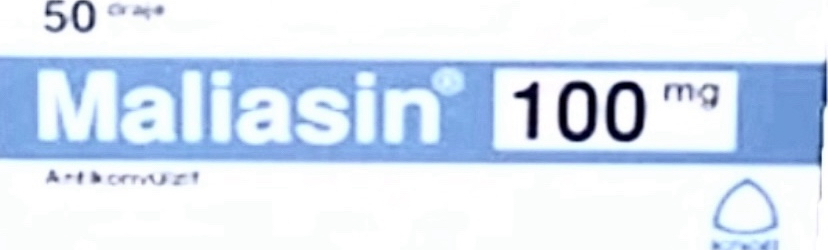
Vỏ hộp thuốc Maliasin (Barbexaclone), do Knoll Pharmaceuticals sản xuất

Propylhexedrin là một thành phần trong chế phẩm barbexaclone là thuốc chống động kinh. Đồng phân quang học S (levopropylhexedrin hayL-propylhexedrin) liên kết với phenobarbital nhằm mục đích bù đắp tác dụng an thần do barbiturat gây ra. Barbexaclone được biết đến dưới tên biệt dược Maliasin, do Abbott Laboratories sản xuất từ năm 1965. Knoll Pharmaceuticals cũng sản xuất Maliasin, sau đó Abbott Laboratories mua lại Knoll. Năm 2010, Abbott ngừng bán chế phẩm barbexaclone ở nhiều quốc gia.

#### Eventin
Levopropylhexedrin (đồng phân quang học có hoạt tính mạnh của propylhexedrin) được sử dụng làm chất gây chán ăn dưới tên thương hiệu Eventin từ năm 1958.